# 齋藤磯雄
齋藤 磯雄（さいとう いそお、1912年5月26日 - 1985年9月3日）は、日本の仏文学者。山形県庄内出身。

## 経歴
山形県東田川郡清川村（現：庄内町）生まれ。戸籍上は4月26日生まれ。実家は大庄屋格で、幼少時より漢籍と文語体聖書に親しんで育つ。
旧制酒田中学校在学中から仏文学を志す。辰野隆の教えを受けるつもりで、1929年、法政大学予科に入学。当時既に辰野は法政を退職していたために望みは果たせなかったが、戦後初対面した折にボードレール『悪の華』訳文を激賞された。法政で豊島与志雄や漢詩人阿藤伯海（あとう・はくみ）に師事。同級に安藤鶴夫と近藤光治がおり「三藤」と称して親しく交際した、在学時に次兄（筆名：西東徳之介）も加わり、文芸同人誌『秩序』（7号まで）を発行、プルースト短編やヴィリエ・ド・リラダンの翻訳を寄稿。1934年に法政大学仏文科を卒業したが、1953年までいかなる職も持たず、庄内の実家から仕送りを受けつつ、リラダンやボードレール、及びそれらに関連する近代フランス音楽の研究に没頭した。
1950年に、かねてより私淑していた日夏耿之介を訪問面談し、終生親交を結び作家論も著した。1953年に日夏と佐藤正彰らの世話により明治大学文学部非常勤講師となる。1956年から明治大学文学部専任講師。1962年から1983年まで明治大学文学部教授を務めた（定年退任後は没年まで非常勤講師として勤務）。後半生は肺癌により没するまで東京西部田無市に在住した。
交遊関係も幅広く、文芸評論家の唐木順三・中村光夫・安川定男、詩人・フランス文学者の窪田般彌・宇佐見英治、詩人鷲巣繁男、哲学者矢内原伊作、画家堀内規次（肖像画がある）、翻訳家の大久保康雄等と親交を持った。
リラダンの初訳刊は『残酷物語』（三笠書房、1938年）で、後年に三島由紀夫が激賞した。改訳・推敲を経て『ヴィリエ・ド・リラダン全集』（東京創元社 全5巻）に至った。齋藤の文業から影響を受けた澁澤龍彦は、齋藤の文体を「自国語を鍛えに鍛えて、外国作家の思想の良導体たらしめた」「みごとに『経済の法則』に合致した、短い、凝縮された、簡潔な文体」と称讃した。また齋藤は、戦後の国語改革による日本語表記を「雲助文法馬丁文字」と呼んで憚らなかった。

## 係累
祖母・辰の実兄は幕末の志士・清河八郎（辰は八郎の死後、齋藤家を継承）。
姉・栄子の夫は直木賞作家の柴田錬三郎。縁戚に独文学者の相良守峯がいる。
なお墓所は清河八郎、柴田と同じ文京区小石川の伝通院にある。

## 著作一覧

### 著書
- 『リラダン』 三笠書房〈現代叢書〉、1941年
- 『ボオドレエル研究』 三笠書房、1950年／東京創元社（改訂版）、1971年。限定版も刊行
- 『フランスの歌曲』 三笠書房、1952年
- 『フランスの詩と歌』 ダヴィッド社、1954年
- 『フランス詩話 近代の絶唱をめぐつて』 新潮社〈一時間文庫〉、1955年／新潮文庫、1957年
  - 『詩話・近代ふらんす秀詩鈔』 立風書房、1972年。改訂新版、限定版も刊行
- 『随筆集 ピモダン館』 廣済堂出版、1970年／小澤書店、1984年
- 『齋藤磯雄著作集』 東京創元社（全4巻）、1991-1993年

1. 「リラダン・随筆集・詩集ほか」渋沢孝輔解説
2. 「フランスの歌曲・詩話ほか」安藤元雄解説、2分冊[10]
3. 「訳詩集ほか」窪田般彌解説
4. 「日記・書簡・年譜ほか」宇佐見英治解説

### 訳書
- ラ・ブリュイエール『人間の探求 キャラクテエル』 三笠書房（正・續）、1941年／評論社（上・下）、1948 - 1949年
- ラ・ロシュフコオ『箴言録』[11] 三笠書房、1941年
- ラ・ロシュフゥコオ『反省録』三笠書房、1948年
  - 『世界人生論集9 フランス編』 筑摩書房、1963年 に収録。現行かなづかい表記
- マルセル・プルースト『若き娘の告白』 三笠書房、1934年、増補版1936年。近藤光治・竹内道之助共訳
  - 『愉しみと日日』三笠書房、1941年、改訳版1953年、新書版1957年
    - 『現代世界文學全集6 マルセル・プルースト』 三笠書房、1954年 に収録。現行かなづかい表記

- ヴィリエ・ド・リラダン『殘酷物語』 三笠書房、1938年
- ヴィリエ・ド・リラダン『續 殘酷物語』 三笠書房、1940年
  - 『残酷物語』三笠書房（正・続を併せた版）、1951年、新潮文庫、1954年
- ヴィリエ・ド・リラダン 『ルノワアル夫人の眸』 第一書房、1940年
- 『ヴィリエ・ド・リラダン全集』 三笠書房、1941 - 1943年（戦前版「1 殘酷物語」「3 新 殘酷物語」「4 アクセル」のみ）
- 『ヴィリエ・ド・リラダン全集』 三笠書房、1948 - 1949年（戦後版「1 殘酷物語 上」「2 殘酷物語 下」「6 至上の愛」「7 トリビュラ・ボノメ」のみ）
- 『ヴィリエ・ド・リラダン作品集』 プレス・ビブリオマーヌ、1964年
限定版 全3冊『ヴェラ』、『尼僧ナタリヤ』、『幸福の家』
- ヴィリエ・ド・リラダン『トレエドの恋人』 プレス・ビブリオマーヌ、1965年
- ヴィリエ・ド・リラダン『残酷物語』 筑摩書房〈筑摩叢書〉、1965年 - 現行漢字＋旧仮名遣い表記（重版多数、※2010年より電子書籍化）
- 『ヴィリエ・ド・リラダン全集』（東京創元社 全5巻[12]）、限定版1974 - 1976年、普及版1977年
  - 『未来のイヴ』 創元ライブラリー（文庫判、解説窪田般彌）、1996年
- 『ボオドレエル 悪の華』 三笠書房、1950年。限定版および特装版 1952年 - 序文：辰野隆、日夏耿之介、山内義雄
- ボードレール『火箭・赤裸の心』 三笠書房〈三笠文庫〉、1952年／立風書房（改訳版）、1974年。限定版も刊行
- 『ボオドレエル全集 第1巻 悪の華』 佐藤正彰注解、創元社、1954年 - 本巻のみ刊
- 『ボオドレエル詩集　世界の詩6』 彌生書房、1963年 - 上記の抜粋
- 『ボードレール散文詩集 パリの憂鬱』 「世界の名詩集5」三笠書房、1967年、単行版1971年
- 『ボオドレエル全詩集 悪の華 巴里の憂鬱』 東京創元社、1979年。限定版も刊行
  - 『悪の華』 東京創元社〈創元選書〉、1984年
- 『近代フランス詩集』 新潮社、1954年／講談社文芸文庫（年譜・書誌、解説窪田般彌）、1995年
- テオフィル・ゴーティエ『七寶(宝)とカメオ』[13]- 平凡社「世界名詩集大成2 フランスⅠ」1960年。「世界の名詩集12 ゴーチエ、ネルヴァール」1968年
- ポール・クローデル『詩法』- 筑摩書房「世界文学大系51 クローデル ヴァレリー」1960年。「筑摩世界文学大系56」1976年
- ポール・ヴァレリー『ヴァレリー全集7 マラルメ論叢』、『全集9 哲学論考』筑摩書房、1967年、のち新版
  - 「ヴィリエ・ド・リラダン」、「『闘牛の前のクリストファ・コロンブス』評」、後者に「人と貝殻」
- セシェ＝ベルトゥ 『ボードレールの生涯』 立風書房〈立風選書〉、1972年（旧版は改造文庫、1940年／三笠書房、1953年）